# لو أماتو
لو أماتو (بالإنجليزية: Lou Amato)‏ هو سياسي أسترالي، ولد في 1963 في أستراليا. حزبياً، نشط في New South Wales Liberal Party ‏. وقد انتخب عضو المجلس التشريعي نيو ساوث ويلز.